# Gran priorato di Heitersheim
Il Gran priorato di Heitersheim o Gran Priorato di Germania fu un priorato dell'Ordine di Malta, costituito come "Lingua tedesca" dell'ordine da Arleboldus nel 1187 ("Gran priorato di Germania a Heitersheim nella Brisgovia) con sede della commenda a Friburgo (Grosspriorat, 1272).

## Storia
I suoi cavalieri parteciparono alle campagne militari contro gli Ottomani nei Balcani (1397), condotti dal gran priore fra' Friedrich conte von Zollern, eletto nel 1394. Mantenne una certa autonomia dal gran maestro dell'ordine. Il capitolo generale dell'ordine del 23 maggio 1428 riconobbe il titolo di "gran balivo" e il controllo dei priorati e commende in Germania, Boemia e provincie limitrofe (Slesia e Prussia).
Nel 1548 l'imperatore Carlo V riconobbe il gran balivo fra' Georg Schilling, ammiraglio della flotta dell'Ordine di Malta nel Mediterraneo, come principe sovrano per i meriti acquisiti nelle campagne contro i corsari barbareschi e gli Ottomani. Il priorato, ora principato, ebbe voto collegiale dei prelati alle diete fino al 1806, in seguito ai possessi di Akko, Zypern, Rhodos, Eschbach (1613). Nel 1755 risultava iscritto nella matricola al decimo posto.
Centro principale del Gran priorato di Germania era il castello di Heitersheim (1297-1797) presso Müllheim; tra gli altri feudi possedeva il castello di Bad Dürrheim presso Villingen (1257), il castello di Nieder Weisel presso Freidberg (1240), il castello di Lövenich in Renania (1383), le commende di Reiden e Hohenräin presso Lucerna (1284), Contone nel Ticino (1367) e Leuggen in Aargau (1236).
Nonostante i vari tentativi della dieta (1575, 1578, 1580) e dell'imperatore di unificare il priorato all'Ordine teutonico, i gran priori riuscirono a conservarne l'indipendenza. Con lo scisma protestante, nel 1580 il balivo del Brandeburgo e il baliaggio di Sonnenburg si distaccarono dal Gran priorato, cattolico. La scissione fu sancita dalla pace di Vestfalia (1648), che riconobbe l'alto patronato dell'elettore del Brandeburgo sui baliaggi luterani.
Nel 1668, dietro compenso di 50.000 fiorini, il gran priore cedette i diritti e i benefici della commenda di Haarlem all'Olanda. La progressiva decadenza del priorato divenne evidente nel secolo successivo: nel 1726 vi erano solo 37 cavalieri cattolici con 67 commende. Questi cavalieri ne possedevano più di una, come il titolare cattolico del baliaggio del Brandeburgo, fra' Philipp Wolfgang barone von Guttenberg, che ne aveva altre tre.
Tra le famiglie più rappresentative nell'Ordine vi furono i baroni von Merveldt, i baroni von Freyberg, i conti von Fugger-Kirchberg.
Il baliaggio protestante di Sonnenburg assunse il nome di Die Ballei Brandenburg des ritterlichen Ordens St. Johannis vom Spital zu Jerusalem. Fin dal 1382, godette di una certa autonomia nell'ambito della "Lingua tedesca", con l'elezione di un apposito Herrenmeister, riconosciuto dal gran priore. Ma i cavalieri cattolici, sebbene ricevessero da questo baliaggio regolari tributi, non poterono mai riconoscerlo, dopo lo scisma, come una branca dell'ordine di Malta per l'opposizione della Curia romana. Il baliaggio rimase sotto l'alto patronato e la protezione dell'elettore del Brandeburgo, poi re di Prussia e fu dato a membri della famiglia Hohenzollern come il margravio Friedrich Karl Albrecht (1731-62). Con l'annessione della provincia cattolica della Slesia (1748), Federico II di Prussia intrattenne negoziati con il gran maestro dell'Ordine, fra' Manuel Pinto de Fonseca, auspicando che l'erogazione dei periodici regolari tributi alla tesoreria generale dell'ordine, potessero riconciliare i cavalieri delle due fedi sotto l'unico gran maestro: tali rapporti non portarono tuttavia ad alcun risultato.
Il baliaggio continuò a versare i propri tributi e ad inviare rappresentanti propri al capitolo generale dell'ordine nel 1776, pur mantenendosi organismo indipendente con scopi umanitari, fino alla sua abolizione e alle relative confische delle proprietà con il decreto di re Federico Guglielmo III di Prussia per finanziare la guerra contro Napoleone (23 gennaio 1811). Nel 1834 fu di nuovo riconosciuto ufficialmente come Ordine autonomo (Johanniterorden o Ordine di San Giovanni del Baliaggio di Brandeburgo) sotto un proprio Herrenmeister, nominato dal Re di Prussia (o dopo la morte di Guglielmo II, il capo della famiglia) e che è sempre stato un Principe della sua dinastia (attualmente il Principe Oskar). Riuscì a sopravvivere alla fine del Reich nel 1918 estendendo addirittura la sua presenza anche all' estero (Svezia, Finlandia, Paesi Bassi, Francia, Svizzera, Ungheria, etc.) ma nel 1946 i rami svedese e olandese si staccarono mettendosi sotto la protezione delle rispettive famiglie reali ma continuando a collaborare con l'ordine tedesco, e anzi firmando un accordo di alleanza (alleanza degli ordini di San Giovanni di Gerusalemme) tra di loro e con l'ordine inglese di Saint John (venerabile ordine di San Giovanni), (ri)sorto nell'Ottocento, e cercando collaborazioni con il Sovrano Ordine di Malta. 
L'Ordine di Malta perse la propria sovranità con l'ultimo gran maestro, il tedesco Ferdinand von Hompesch zu Bolheim (1797-1799), mentre il gran priorato di Germania continuò a mantenere il diritto di seggio e di voto alle diete e nel 1801 aveva il 59° voto al Reichstag. Sopravvisse alla prima secolarizzazione dell'impero (nel 1802 e soprattutto con la riforma del 25 febbraio 1803 chiamata Reichsdeputationshauptschluss) rimanendo uno dei soli tre domini ecclesiastici a rimanere riconosciuti (insieme a quelli dell'arcivescovo Karl Theodor von Dalberg e a quelli dell'Ordine Teutonico), anzi aumentò i domini con l'annessione della contea di Bonndorf (già dell'Abbazia di San Biagio nella Foresta Nera). Solo nel 1806, con "scioglimento" del Sacro Romano Impero, fu secolarizzato ed annesso al Granducato del Baden, mentre i feudi vennero ripartiti tra il Baden, Württemberg e Assia.

## Gran priori sovrani a Heitersheim
- fra' Georg Schilling von Cannstatt 1546-1553
- fra' Georg II Bombastus von Hohenheim 1553-1567
- fra' Adam von Schwalbach 1567-1573
- fra' Philipp Flach 1573-1594
- fra' Philipp II Riedesel von Camberg 1594-1598
- fra' Bernhard von Angeloch 1598-1599
- fra' Philipp III von Lesch 1599-1601
- fra' Wippert von Rosenberg 1601-1607
- b. fra' Arbogast von Andlau 1607-1612
- fra' Johann Friedrich Hund von Sarrlheim 1612-1635
- c.fra' Walraff de Scheiffart de Mèrode 1635-1646
- fra' Hermann I von der Thann 1646-1647
- L. fra' Friedrich II von Hessen Darmstadt 1647-1682
- fra' Franz von Sonnenberg 1682-1683
- c. fra' Franz II von Droste zu Bischering -1683
- b. fra' Hermann II von Wachtendonck 1683-1703
- fra' Bernhard Wilhelm von der Rhede 1703-1721
- c. fra' Goswin Hermann Otto von Merveldt 1721-1728
- c. fra' Philipp Wilhelm von Nesselrode 1728-1754
- fra' Philipp Joachim Vogt von Prassberg 1754-1755
- fra' Johann Baptist von Sonnenberg Herlesheim 1755-1773
- fra' Franz Christoph Sebastian von Nemching Apfeltrang 1773-1777
- c. fra' Franz Christoph Benedikt von Reinach zu Foussemaigne und Kappach 1777-1796
- c. fra' Johann Joseph Benedikt von Reinach -1796
- b. fra' Ignaz Balthasar Willibald Rinck von Baldenstein 1796-1806